# Екстаз (радио)
„Екстаз“ е втората частна радиостанция, създадена в Стара Загора от Любомир Иванов Минков. Тя стартира в ефира на 12 април 1995 година, сряда, в 19 часа на честота 96.8 мегахерца УКВ стерео с хита на Prince Ital Joe & Marky Mark – „United“ или „Обединен“. Водещият Любомир Минков, казва, че основната цел на новото радио ще бъде винаги да е редом със слушателите, да съдейства за тяхното добро настроение и им помага да преодоляват тежките моменти в живота. Амбициите на „Екстаз“ са да стане втора природа на почитателите си и неслучайно избира девиза: "На слушателя другото „аз“.
„Екстаз“ е непосредствен продължител на духа на първото частно радио в Стара Загора „Трели“ през първите четири месеца на съществуването му /ноември 1993 – февруари 1994 година/, докато негов управител е Любомир Минков. Отворено към слушателя и неговите най-съкровени тежнения, развличайки с умело подбрана музика и тънък хумор, то скоро спечелва любовта на аудиторията, превръщайки се в най-слушаната радиостанция в града на липите. Но по-нататък тя преживява твърде критични периоди, които поставят под въпрос оцеляването ѝ. Още преди да падне от власт правителството на Жан Виденов са задържани лицензите на редица медии, заради предстоящото им съобразяване със закона за концесиите, който така и не бива приет. Следват години на полулегално съществуване, докато накрая през 2000 година правителството на Иван Костов провежда конкурс за честотни канали за първите осем по-големи града в страната. „Екстаз“ най-после получава и програмния, и техническия лиценз за своята дейност.
Но всеобщата икономическа стагнация в страната, която довежда до дефлация, предизвиква чувствително свиване и на местния рекламен пазар, на който разчита единствено радиостанцията за самоиздръжката си. Освен това лицензирането на редица радиовериги създава предпоставки за почти непосилна конкуренция, като паралелно с този процес протича и монополизиране на рекламния пазар в България. Започва тотално изкупуване на местни медии и разпределителни мрежи от големи играчи, подкрепени от солидни чуждестранни капитали. Всичко това влошава икономическите показатели на радио „Екстаз“ и неговият управител и собственик Любомир Минков е принуден да вземе най-тежкото решение в живота си – да се откаже от вдъхновението на ефира, от свободата и независимостта и да премине към някоя по-голяма и по-успешно развиваща се радиоверига. Неговият избор се спира на „Сити“. И на 6 септември 2003 година, също сряда, на честота 96.8 мегахерца в Стара Загора започва да излъчва програмата си музикалното радио „Сити“.